# Samfundsvidenskabelige videregående uddannelser i Danmark
Dette er en liste over samtlige samfundsvidenskabelige uddannelser, der udbydes i det officielle uddannelsessystem i Danmark. Det er forskelligt hvad de enkelte uddannelsesinstitutioner placerer som samfundsvidenskab. Eksempelvis findes psykologi både som humanistisk, samfundsvidenskabelig og sundhedsvidenskabelig uddannelse alt efter institution. Denne liste tager udgangspunkt i institutionernes egne vurderinger.

## Samfundsvidenskabelige uddannelser på danske universiteter
På landets otte universiteter findes flere samfundsvidenskabelige fakulteter, der tilbyder en lang række samfundsvidenskabelige uddannelser på alle niveauer af videregående uddannelser.

### Samfundsvidenskab på Københavns Universitet
På Københavns Universitets samfundsvidenskabelige fakultet tilbydes både bachelor- og kandidatfag samt Ph.D.-uddannelser og efteruddannelse.

#### Bacheloruddannelser
Fakultet udbyder syv bacheloruddannelser:
- Bachelor i Antropologi
- Bachelor i Psykologi
- Bachelor i Samfundsfag
- Bachelor i Sociologi
- Bachelor i Statskundskab
- Bachelor i Økonomi
- Bachelor i Datalogi-Økonomi

#### Kandidatuddannelser
Det Samfundsvidenskabelige Fakultet udbyder 10 kandidatuddannelser:
- Kandidatuddannelsen i antropologi (Cand.scient.anth.)
- Kandidatuddannelsen i global udvikling (Cand.soc.)
- Kandidatuddannelsen i psykologi (Cand.psych.)
- Kandidatuddannelsen i samfundsfag (Cand.soc.)
- Kandidatuddannelsen i sikkerheds- og risikoledelse (Cand.soc.)
- Kandidatuddannelsen i social datavidenskab (Cand.soc.)
- Kandidatuddannelsen i sociologi (Cand.scient.soc.)
- Kandidatuddannelsen i statskundskab (Cand.scient.pol.)
- Erhvervskandidatuddannelsen i statskundskab (Cand.scient.pol.)
- Kandidatuddannelsen i økonomi (Cand.polit.)

#### Ph.D.-uddannelser
Den Samfundsvidenskabelige Ph.D.-skole tilbyder én Ph.D.-uddannelse per institut på fakultetet:
- Ph.d.-uddannelsen i antropologi
- Ph.d.-uddannelsen i psykologi
- Ph.d.-uddannelsen i sociologi
- Ph.d.-uddannelsen i statskundskab
- Ph.d.-uddannelsen i økonomi

### Samfundsvidenskab på Aarhus Universitet
School of Business and Social Sciences på Aarhus Universitet tilbyder både bachelor- og kandidatfag samt Ph.D.-uddannelser og efteruddannelse.

#### Bacheloruddannelser
Fakultetet udbyder følgende bacheloruddannelser:
- Bachelor i Economics and Business Administration
- Bachelor i Erhvervsøkonomi
- Bachelor i Erhvervsjura
- Bachelor i Jura
- Bachelor i Politik og økonomi
- Bachelor i Psykologi
- Bachelor i Samfundsfag
- Bachelor i Statskundskab
- Bachelor i Økonomi
- Bachelor i forretningsudvikling (Business Development) (Diplomingeniør)
- Bachelor i Global Management and Manufacturing (GMM) (Diplomingeniør)

#### Kandidatuddannelser
Fakultetet udbyder følgende kandidatuddannelser:
- Merkantile kandidatuddannelser (Cand.merc.)
- Revisor (Cand.merc.aud)
- Kandidat i Erhvervsjura (Cand.merc.jur.)
- Kandidat i Erhvervsøkonomi (Cand.soc.)
- Kandidat i Jura (Cand.jur.)
- Kandidat i Political Science (MSc in Political Science)
- Kandidat i Psykologi (Cand.psych.)
- Kandidat i Quantitative Economics (MSc in Quantitative Economics)
- Kandidatuddannelsen i samfundsfag (Cand.soc.)
- Kandidatuddannelsen i statskundskab (Cand.scient.pol.)
- Kandidat i Økonomi (MSc in Economics)

#### Ph.D.-programmer
Fakultetet udbyder syv Ph.D.-programmer:
- Ph.D. i Virksomhedsledelse
- Ph.D. i Forretningsudvikling og Teknologi
- Ph.D. i Økonomi
- Ph.D. i Jura
- Ph.D. i Statskundskab
- Ph.D. i Psykologi
- Ph.D. i Erhvervs- og samfundsvidenskab

### Samfundsvidenskab på Syddansk Universitet
På Det Samfundsvidenskabelige Fakultet på Syddansk Universitet tilbydes både bachelor- og kandidatfag samt efteruddannelse og en Ph.D.-uddannelse.

#### Bacheloruddannelser
På fakultetet udbydes følgende bachelorfag:
- Bachelor i Erhvervsøkonomi, hvor der er mulighed for specialisering
- Bachelor i Erhvevsjura
- Bachelor i Europæiske Studier
- Bachelor i Journalistik
- Bachelor i Jura
- Bachelor i Market and Management Anthropology
- Bachelor i Matematik-økonomi
- Bachelor i Økonomi med mulighed for specialisering i erhvervsøkonomi og samfundsøkonomi
- Bachelor i Samfundsfag
- Bachelor i Sociologi og kulturanalyse
- Bachelor i Statskundskab

#### Kandidatuddannelser
På fakultetet udbydes følgende kandidatuddannelser:
- Merkantile kandidatuddannelser (Cand.merc.)
- Revisor (Cand.merc.aud)
- Kandidat i Erhvervsjura (Cand.merc.jur.)
- Kandidat i Comparative Public Policy and Welfare Studies (MSc in Comparative Public Policy & Welfare Studies)
- Kandidat i Cultural Sociology (MSc in Cultural Sociology)
- Kandidat i Environmental and Resource Management (MSc in Environmental and Resource Management)
- Kandidat i International Security and Law (Cand.soc. i international sikkerhed og folkeret)
- Kandidat i Journalistik (Cand.mag.)
- Kandidat i Journalistik (Cand.public.)
- Kandidat i Jura (Cand.jur.)
- Kandidat i Matematik-økonomi (cand.scient.oecon.)
- Kandidat i Økonomi med mulighed for specialisering i finansiering (cand.oecon.)
- Kandidat i Samfundsfag (Cand.soc.)
- Kandidat i Statskundskab (cand.scient.pol.)

### Samfundsvidenskab på Roskilde Universitet
På Roskilde Universitet har de samfundsvidenskabelige discipliner deres egen ét-årige basisuddannelse på lige fod med de tilsvarende basisuddannelser indenfor humaniora og naturvidenskab. Den samfundsvidenskabelige basisuddannelse giver adgang til at læse fx Socialvidenskab, Politik og Administration, Forvaltning, Journalistik og Arbejdslivsstudier.

### Samfundsvidenskab på Aalborg Universitet
På Det Samfundsvidenskabelige Fakultet på Aalborg Universitet udbydes der bachelor-, kandidat-, master og diplomuddannelser.

#### Bacheloruddannelser
På fakultetet udbydes følgende bacheloruddannelser:
- Bachelor i Erhvervsjura
- Bachelor i Erhvervsøkonomi
- Bachelor i Historie
- Bachelor i Innovation og Digitalisering
- Bachelor i Jura
- Bachelor i Politik & Administration
- Bachelor i Samfundsfag
- Professionsbachelor i Socialrådgiver
- Bachelor i Sociologi
- Bachelor i Økonomi
- Bachelor i Economics and Business Administration

#### Kandidatuddannelser
På fakultetet udbydes følgende kandidatuddannelser:
- Kandidat i By, Bolig og Bosætning (Cand.soc.)
- Kandidat i Erhvervsjura (Cand.merc.jur.)
- Kandidat i Erhvervsøkonomi (cand.merc.)
- Kandidat i Historie (Cand.mag.)
- Kandidat i It-ledelse (cand.it)
- Kandidat i Jura (Cand.jur.)
- Kandidat i Kriminologi (Cand.soc.)
- Kandidat i Politik & Administration (Cand.scient.adm.)
- Kandidat i Revision (cand.merc.aud.)
- Kandidat i Samfundsfag (Cand.soc.)
- Kandidat i Socialt Arbejde (Cand.soc.)
- Kandidat i Sociologi (Cand.scient.soc.)
- Kandidat i Økonomi (cand.oecon.)
- Kandidat i China and International Relations (MSc in China and International Relations)
- Kandidat i Chinese Area Studies (MSc in Chinese Area Studies)
- Kandidat i Development and International Relations (MSc in Development and International Relations)
- Kandidat i European Studies (MSc in European Studies)
- Kandidat i Global Gender Studies (MSc in Global Gender Studies)
- Kandidat i Global Refugee Studies (MSc in Global Refugee Studies)
- Kandidat i Latin American Studies (MSc in Latin American Studies)
- Kandidat i Innovation, Knowledge and Economic Dynamics (MSc in Innovation, Knowledge and Economic Dynamics)
- Kandidat i Innovation, Knowledge and Entrepreneurial Dynamics (MSc in Innovation, Knowledge and Entrepreneurial Dynamics)
- Kandidat i Innovation Management (MSc in Innovation Management)
- Kandidat i International Business Economics (MSc in International Business Economics)
- Kandidat i International Marketing (MSc in International Marketing)

#### HD- og masteruddannelser
Fakultetet udbyder seks masteruddannelser og en erhvervsøkonomisk diplomuddannelse (HD) med specialisering:
- HD
- Master of Business Administration
- Master i it
- Master of Public Administration
- Master of Public Governance
- Master i Udsatte Børn og Unge
- Master i Vidensbaseret Socialt Arbejde

## Andre samfundsvidenskabelige fag
- Erhvervsøkonomi
- Erhvervsjura og økonomi
- Revision
- International erhvervsøkonomi
- Forhandlingsteknikker
- Forvaltning
- Politisk Kommunikation og Ledelse og Human Resource Management
- Biblioteks- og informationsvidenskab
- Journalistik